# Пулевая стрельба
Пулева́я стрельба́ — вид спорта. Стрельба производится из пневматических (4,5 мм), малокалиберных (5,6 мм) и крупнокалиберных (7,62 мм для винтовок и 7,62—9,65 мм для пистолетов) винтовок и пистолетов. Подразделяется на стрельбу из пистолета, винтовки, стрельбу из винтовки по движущейся мишени.
Порядок присвоения и подтверждения спортивных званий и разрядов в РФ определяется Единой всероссийской спортивной классификацией (ЕВСК).

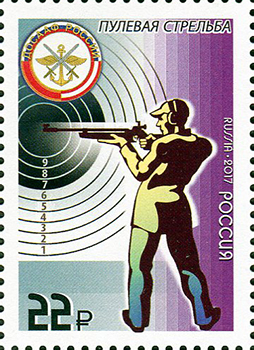
Почтовая марка 2017 года, посвящённая пулевой стрельбе

## История
Стрелковый спорт — один из древнейших прикладных видов спорта. Он берёт начало от состязаний в стрельбе из лука и арбалета. С появлением в середине XIV века огнестрельного оружия начались состязания по стрельбе из гладкоствольных ружей, а создание нарезного оружия обусловило развитие пулевой стрельбы.
Соревнования в стрельбе из винтовки и пистолета были включены в программу первых Олимпийских игр в 1896 году, с 1897 года проводятся чемпионаты мира по пулевой стрельбе. Одним из инициаторов включения соревнований по пулевой стрельбе в программу Олимпийских игр был Пьер де Кубертен, который сам был семикратным чемпионом Франции по стрельбе из пистолета.

### История пулевой стрельбы в Российской империи, СССР и Российской Федерации
В Российской империи стрелковый спорт начал развиваться с конца XIX века. Первые соревнования прошли в Хабаровске 25 мая 1898 года на гарнизонном полигоне как народные состязания. В 1952 году команда СССР впервые принимала участие в Олимпийских играх.
Главные тренеры сборной команды СССР
- Шамбуркин Виктор Николаевич (1978—1992)

Главные тренеры сборной команды РФ
- Власов Виктор Алексеевич (1992—1993)
- Лапкин Олег Александрович (1993—2008)
- Иванов Кирилл Олегович (2008—2010)

## Теория и подготовка в пулевой стрельбе
Одна из наиболее мощных школ пулевой стрельбы сложилась в СССР, где велась планомерная научно-методическая работа и готовились специальные методические пособия, разрабатываемые такими корифеями, как М. А. Иткис, Л. М. Вайнштейн, А. А. Юрьев и многими другими. В настоящее время в РФ и на постсоветском пространстве наблюдается некоторое повышение интереса к исследованию специфических состояний, сопровождающих сверхточную стрельбу.

## Олимпийские дисциплины
В олимпийскую программу по стрельбе из винтовки входят 5 упражнений, из которых по 2 женских и мужских (МВ-3x40, ВП-60) и 1 для смешанной команды (ВП-ПС). В программе по стрельбе из пистолета также разыгрывается 5 комплектов медалей, из которых 2 женских (МП-60, ПП-60), 2 мужских (МП-60СС, ПП-60) и 1 для смешанной команды (ПП-ПС).

### Малокалиберная винтовка
- Упражнение МВ-3x40 (мужчины, женщины). Стрельба из трёх положений (с колена, лёжа, стоя — в указанной последовательности), 120 выстрелов (по 40 из каждого положения), дистанция — 50 метров. Количество пробных выстрелов не ограничено. Время на выполнение упражнения — 2 часа 45 минут (по электронным установкам SIUS ASCOR) или 3 часа 30 минут (для работы по бумажным мишеням).

### Пневматическая винтовка
- Упражнение ВП-60. Дистанция — 10 метров, мишень №8. 60 зачётных выстрелов стоя, количество пробных выстрелов не ограничено. Время на пристрелку — 15 минут. Время на выполнение упражнения — 75 (или 90) минут, если нет электронных мишенных установок.
- Упражнение ВП-ПС (смешанная пара). Дистанция — 10 метров, мишень №8. 30 зачётных выстрелов стоя, количество пробных выстрелов не ограничено. Время на пристрелку — 15 минут. Время на выполнение упражнения — 50 (или 60) минут, если нет электронных мишенных установок.

### Малокалиберный пистолет
- Упражнение МП-60 (женщины). Стандартный пистолет. Упражнение разделено на 2 части. Первая часть упражнения (30 зачётных выстрелов) выполняется по неподвижной мишени. Разрешено 5 пробных выстрелов. Вторая (30 зачётных выстрелов) выполняется по появляющейся мишени. Разрешено 5 пробных выстрелов. Стрельба ведётся сериями по 5 выстрелов в одну мишень. В первой половине каждая серия выполняется за 5 мин; во второй половине в каждой серии мишень появляется 5 раз на 3 секунды, в течение которых стрелок производит один выстрел (паузы между появлениями мишени — 7 секунд).
- Упражнение МП-60СС (мужчины). Стандартный пистолет. Упражнение МП-60СС состоит из двух упражнений МП-30СС (дистанция — 25 метров, мишень №5, 5 пробных и 30 зачётных выстрелов (6 серий по 5 выстрелов). На пробную серию даётся 8 секунд. Зачётные серии выполняются в следующем порядке: 2 серии по 8 секунд, 2 серии по 6 секунд, 2 серии по 4 секунды).

### Пневматический пистолет
- Упражнение ПП-60. Дистанция — 10 метров, мишень №9. 60 зачётных выстрелов стоя, количество пробных выстрелов не ограничено. Время на пристрелку — 15 минут. Время на выполнение упражнения — 75 минут (по электронным мишеням) или 90 минут(по бумажным мишеням).
- Упражнение ПП-ПС (смешанная пара). Дистанция — 10 метров, мишень №9. Стреляется в паре, мужчина и женщина. Каждый делает по 30 выстрелов, время на упражнение — 30 минут. По итогам квалификации складываются результаты пары и 8 лучших пар проходят в полуфинал. В полуфинале стрельба начинается заново, 8 лучших пар делают 40 выстрелов (по 20 каждый) за 20 минут. Данные результаты складываются и 4 лучших пары по результатам квалификации проходят в финал. В финале борются: 4-е и 3-е места — за бронзовую медали, 2-е и 1-е — за золотую медаль. В финале производятся одиночные выстрелы, время на выстрел — 50 секунд. Команда показавшая лучший результат получает 2 балла, если у двух команд — одинаковое количество очков, они получают по одному баллу каждый. Первая команда набравшая 16 баллов побеждает.

## Неолимпийские дисциплины
Помимо олимпийских упражнений существует и множество других.

### Пневматическая винтовка
- Упражнение ВП-20. Дистанция — 10 метров, мишень №8. 20 зачётных выстрелов с упора лёжа, количество пробных выстрелов не ограничено.
- Упражнение ВП-30. Дистанция — 10 метров, мишень №8. 30 зачётных выстрелов лёжа, количество пробных выстрелов не ограничено. Время на выполнение упражнения - 40 минут.
- Упражнение ВП-40. Дистанция — 10 метров, мишень №8. 40 зачётных выстрелов стоя, количество пробных выстрелов не ограничено. Время на пристрелку — 15 минут. Время на выполнение упражнения — 50 (или 60) минут, если нет электронных мишенных установок.

### Пневматический пистолет
- Упражнение ПП-20. Дистанция — 10 метров, мишень №9. 20 зачётных выстрелов стоя, количество пробных выстрелов не ограничено. Время на пристрелку — 15 минут. Время на выполнение упражнения — 30 минут.
- Упражнение ПП-30. Дистанция — 10 метров, мишень №9. 30 зачётных выстрелов стоя, количество пробных выстрелов не ограничено. Время на пристрелку — 15 минут. Время на выполнение упражнения — 45 минут.
- Упражнение ПП-40. Дистанция — 10 метров, мишень №9. 40 зачётных выстрелов стоя, количество пробных выстрелов не ограничено. Время на пристрелку — 15 минут. Время на выполнение упражнения — 50 минут (электронные мишени), 60 минут (бумажные мишени).

В РФ для каждого упражнения введена аббревиатура, 2 литеры которой обозначают вид оружия, а цифры — порядковый номер этого упражнения в национальной спортивной классификации по пулевой стрельбе.
Типы упражнений:

ВП — пневматическая винтовка

ВП/ДМ — пневматическая винтовка (по движущейся мишени)

МВ — малокалиберная винтовка 

КВ — крупнокалиберная винтовка 

КВС — крупнокалиберная винтовка (скоростная стрельба)

КВП — произвольная крупнокалиберная винтовка

ПП — пневматический пистолет

МП — стандартный малокалиберный пистолет

МПП — произвольный малокалиберный пистолет

КП — крупнокалиберный пистолет или револьвер.